# Hanumangarh (huyện)
Huyện Hanumangarh là một huyện thuộc bang Rajasthan, Ấn Độ. Thủ phủ huyện Hanumangarh đóng ở Hanumangarh. Huyện Hanumangarh có diện tích 12645 ki lô mét vuông. Đến thời điểm năm 2001, huyện Hanumangarh có dân số 1517390 người.